# Last Leaf Down
Last Leaf Down ist eine Shoegaze-Band aus Beinwil (Schweiz).

## Geschichte
Die Band wurde im Herbst 2003 von Daniel Dorn (Bass) und Sascha Jeger (Gitarre) gegründet und spielte in ihren Anfangsjahren einen von Katatonia und Anathema beeinflussten Dark Metal.
Im Jahr 2007 verließen Thomas Ryf (Gesang, Gitarre) und Dominik Meier (Schlagzeug) die Band und wurden durch Benjamin Schenk (Gesang, Gitarre) und Patrick Hof (Schlagzeug) ersetzt. Der bereits eingeschlagene Weg in Richtung Post-Rock und Shoegaze wurde durch die personellen Veränderungen bestärkt.
Anfang 2011 wurde die Promo-EP Escaping Lights veröffentlicht. In den Jahren 2012 und 2013 veröffentlichte die Band mehrere Demosongs und Videos und machte so neue Hörer in verschiedenen Internetblogs auf sich aufmerksam.
Im August 2014 wurde Last Leaf Down von Lifeforce Records unter Vertrag genommen, wo im November selben Jahres ihr Debütalbum Fake Lights erschien. Der italienische Metal Hammer schrieb, das Hören des Albums sei wie eine Reise, ein langsames Hinuntergleiten zur Vergessenheit der Sinne. Der Sound wird als Shoegaze-Rock mit Einflüssen aus New Wave und Ambient mit einer pompösen, verträumten Atmosphäre beschrieben.

## Diskografie
- 2011: Escaping Lights (Promo-EP)
- 2014: The Theme (Download-Single, Lifeforce Records)
- 2014: Fake Lights (Album, Lifeforce Records)
- 2016: Street Spirit (Radiohead cover) (Download-Single, Lifeforce Records)
- 2016: The Path (Download-Single, Lifeforce Records)
- 2017: Bright Wide Colder (Album, Lifeforce Records)
- 2025: Weight Of Silence (Album, Lifeforce Records)